# Трекерная музыка
Тре́керная музыка, модульная музыка — музыка, созданная на компьютере при помощи программы-«трекера» (англ. track — дорожка), представляющей собой специализированный музыкальный редактор. В отличие от MIDI-музыки, которая является электронным аналогом нот, и звучание которой может меняться в зависимости от воспроизводимого устройства/инструмента, в трекерных модулях содержатся сэмплы инструментов, благодаря которым музыка звучит одинаково на разных платформах. В современных популярных ОС трекерные файлы (MOD, XM, S3M, IT и пр.) проигрываются большинством медиаплееров.

## Принцип действия
Трекерная музыка занимает промежуточную нишу между цифровой звукозаписью (WAV, MP3) и нотной записью (MIDI). А именно, в модуле (так по традиции называется трекерный файл) хранятся как звукозаписи инструментов в импульсно-кодовой модуляции, так и партитура мелодии, включающая ноты и названия эффектов.
Компьютер Commodore Amiga имел чрезвычайно мощный звуковой сопроцессор, выдававший качественную музыку без обращения к дискам и с минимальной нагрузкой на процессор. Многие особенности трекерных форматов уходят корнями в платформу Amiga. В частности: есть ограниченное число звуковых дорожек (в Amiga — четыре), и на каждой из них одновременно может играть только одна нота (подобное ограничение существует и в простых реализациях MIDI). Высота звука определяется скоростью проигрывания семпла (каждый из четырёх каналов позволял устанавливать свою частоту дискретизации, не зависящую от остальных). Список эффектов также основан на наборе, аппаратно реализованном в Amiga.

## Методы создания

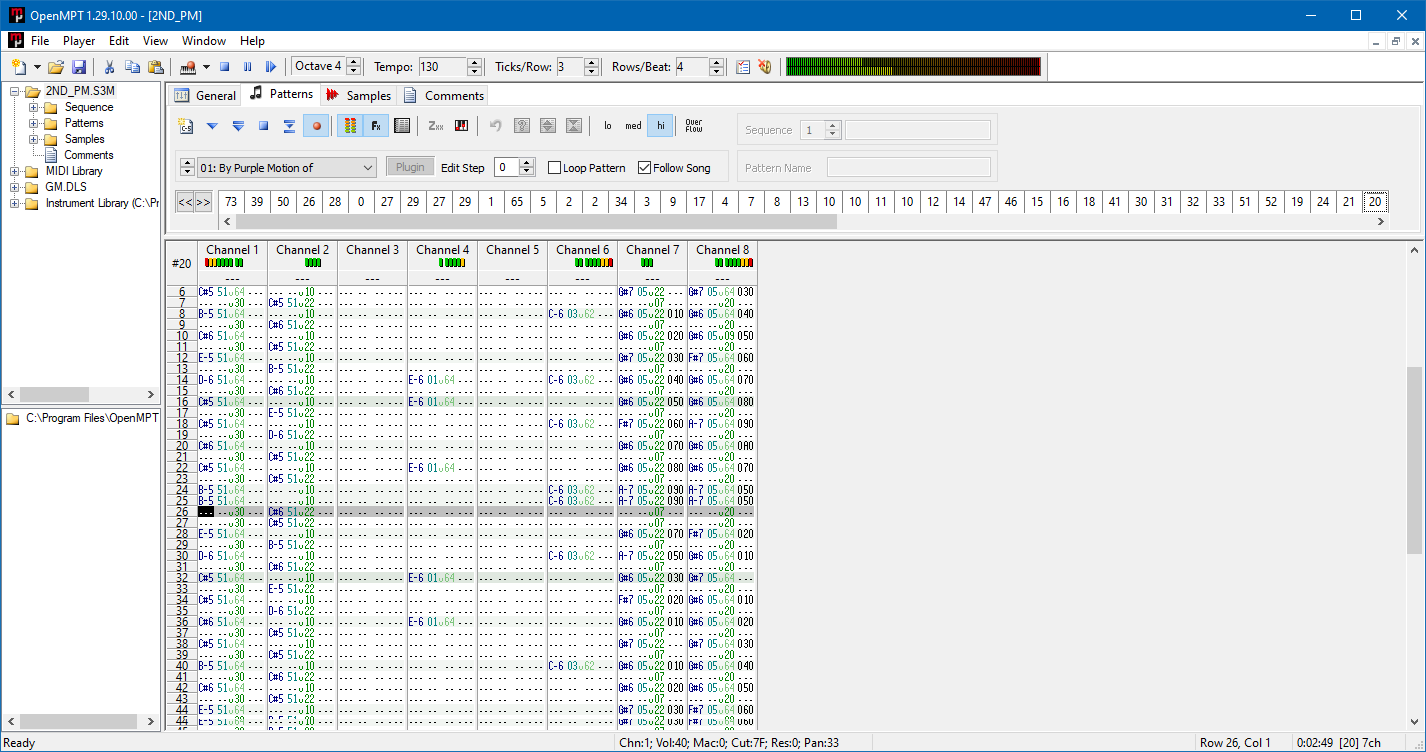
OpenMPT

Так как программы-трекеры создаются в основном любителями, трекерную музыку обычно пишут также музыканты-любители. Методы создания такой музыки довольно специфичны, и больше напоминают программирование, чем набор партитуры произведения, что делает их не очень удобными для профессиональных музыкантов, однако более доступными для людей без музыкального образования. Это не означает, что трекерная музыка изначально плоха или проста с музыкальной точки зрения. Она скорее представляет собой альтернативный подход к музыке. Среди музыкантов, использующих трекер в качестве основного инструмента, немало очень талантливых людей, ими создаётся множество хороших композиций.
Трекеры как инструмент создания музыки очень активно используются в рамках «демосцены» — компьютерной молодёжной субкультуры, сформировавшейся в 1990-е годы ещё до широкого распространения Интернета. Существует и отдельная «трекерная сцена», или «MOD-сцена» (в честь «базового» формата MOD), в рамках которой независимые авторы из разных стран обмениваются своими композициями. Такие авторы также называются «трекеры», могут использоваться термины «трекерщик» или «MOD-музыкант».

## Принципы распространения
Принципы распространения этой музыки похожи на принципы open source — произведения бесплатны, имеют «открытый исходный код», и т. п. До появления легкодоступных сборников семплов была широко распространена практика заимствования семплов из чужих файлов. Во второй половине 1990-х годов появились сайты, где можно было размещать свою музыку и получать на неё рецензии от других музыкантов (Mod Archive, Trax in Space и множество других). Таким образом произведения, написанные энтузиастами-непрофессионалами, получали распространение во многих странах мира. Сообщество трекерных музыкантов стало одним из первых крупных мировых «тематических» интернет-сообществ. У него были свои знаменитые композиторы и группы, множество локальных ответвлений в разных странах, где активисты поддерживали тематические сайты, проводили конкурсы и вечеринки.
К настоящему времени, по мере совершенствования техники, ПО и увеличения пропускной способности бытовых интернет-соединений, область применения трекерной музыки несколько уменьшилась. Однако и сейчас существует большое количество музыкантов, специализирующихся на ней, среди них проводятся конкурсы. Также трекерная музыка за счёт её технических особенностей нередко применяется на маломощных игровых системах и на PC в играх небольшого объёма.
Трекерную музыку можно часто услышать в кейгенах и других crack-ах.

## Трекерная музыка вРунете
В архивах MOD-файлов можно найти множество композиций, созданных русскоязычными трекерщиками. Российская секция есть, в частности, в архиве s3m.com. Основной российский трекерный сайт — t.r.a.c.k.e.r.s, открытый в 1997 году. Существуют российские демопати DiHalt и Chaos Constructions. Также существуют достаточно многочисленные сообщества, посвящённые трекерам и трекерной музыке, в широко распространённых русскоязычных социальных сетях.